# @
@ هو رمزٌ تغيرتْ دلالتُه عبر التاريخِ، ويتباينُ استعمالُه اليومَ حسب الحقلِ المعرفيِّ أو التقنيِّ. ويفسرُ هذا العددَ الكبيرَ لأسمائه التي قد تزيدُ عن عشرةٍ في اللغةِ الواحدةِ. هو رمزٌ أعجميٌّ ينتمي إلى الكتابةِ اللاتينيةِ، وهو ما يشهدُ به الرمزُ نفسُه الذي هو حرفُ «A» (آ) اللاتينيُّ بشكلِه الصغيرِ محاطٌ بدائرةٍ حلزونيةٍ تنطلقُ من زاويتِه السفلى يمينًا.
وُجِدَ من العربِ من قرأه «أُذُن».
هو حرف طباعي ليس له لفظ محدد في العربية، ويلفظ حسب اللغات الأخرى الدارجة في بلد أو مجتمع عربي معين. (بالإنجليزية: at آتْ)، (بالفرنسية: Arobase أَروبازْ)، (بالإسبانية: Arroba أَروبا). يُستعمل غالبًا في الإنترنت للفصل بين اسم المستخدم واسم النطاق في عنوان البريد الإلكتروني.

## تاريخ

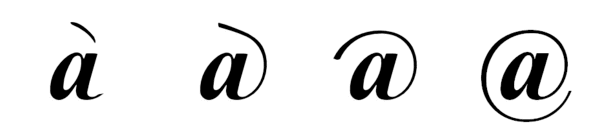
التطور المفترض للرمز

أقدم وثيقة معروفة استخدم فيها هي رسالة من فرانشيسكو لابي وهو تاجر فلورانت[مبهم] (إيطاليا) مستقر في إشبيلية. في هذه الرسالة استعمل الحرف الطباعي @ لاختصار الكلمة 'Arroba' الإسبانية وهي وحدة الكيل الإسبانية المشتقة بدورها من العربية الربع.

## الاستعمال

### الإسبانية
قد تستعمل العلامة @ في أواخر الكلمات دلالة على جواز التذكير والتأنيث. (المصدر)

### الكواليبية
تستعمل في اللغة الكواليبية السودانية للكلمات المأخوذة من العربية. (المصدر)